# Lekeberg (comuna)
Lekeberg ou Lequeberga (em sueco: Lekeberg kommun) é uma comuna da Suécia localizada no condado de Örebro. Sua capital é a cidade de Fjugesta. Possui 463 quilômetros quadrados e segundo censo de 2018, havia 8 116 habitantes.